# Komutativnost
V matematiki je dvočlena operacija komutativna, če sprememba vrstnega reda operandov ne vpliva na rezultat. Gre za temeljno lastnost mnogih dvočlenih operacij, na kateri temelji veliko matematičnih dokazov. Čeprav je najbolj poznana kot lastnost aritmetike, npr. {\displaystyle 3+4=4+3} ali {\displaystyle 2\cdot 5=5\cdot 2}, se lahko uporablja tudi v bolj naprednih kontekstih.
Términ komutativnost je potreben, ker obstajajo operacije, kot sta deljenje in odštevanje, ki te lastnosti nimajo (npr. {\displaystyle 3-5\neq 5-3}); takšne operacije niso komutativne in jih zato imenujemo nekomutativne operacije. Ideja, da so preproste operacije, kot sta množenje in seštevanje števil, komutativne, je bila dolga leta implicitno predpostavljena. Zaradi tega ta lastnost ni bila poimenovana vse do 19. stoletja, ko je matematika postajala formalizirana znanost.
Ostali primeri komutativnih dvočlenih operacij vključujejo seštevanje vektorjev, operaciji preseka in unije množic ter logična operatorja konjunkcija ({\displaystyle \land }) in disjunkcija ({\displaystyle \lor }).